# Johann Glocker (Maler, um 1690)
Johann Glocker (auch Johannes Glocker, * um 1690 in Esslingen; † 1763 wohl in Tübingen) war ein württembergischer Maler. Er lebte die meiste Zeit in Tübingen. Mehrere Jahre seines Lebens verbrachte er auch in Heidelberg. Er war der Vater des Malers Johann Friedrich Glocker.

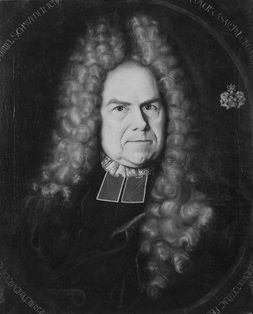
Prof. Gabriel Schweder, Bildnis von Johann Glocker, um 1717

## Leben

### Jugend
Es ist nicht überliefert, wer Glockers Vater war; die Familie stammte jedenfalls aus der Kurpfalz. Zu seinen Vorfahren gehörte vermutlich ein anderer Johann Glocker, der Mitte des 17. Jahrhunderts in Württemberg dokumentiert wurde. Es ist nicht bekannt, bei wem Glocker seine Malerausbildung genoss. Da Esslingen zu wenig Porträtaufträge bot, war Glocker vermutlich gezwungen, auch diverse handwerkliche Malerarbeiten, sowie künstlerische Verzierungen von Türen, Wänden und Möbeln vorzunehmen.

### Tübingen
Aus diesem Grund beantragte er bei der Universität Tübingen eine Erlaubnis, innerhalb der Universität tätig sein zu dürfen. Er erhoffte sich, durch den Umgang mit Professoren und Studenten zusätzliche Auftragsarbeiten, etwa im Bereich der Porträt-, Miniatur- oder Stammbuchmalerei, zu bekommen, wie aus seinem Bewerbungsschreiben hervorgeht. Der Universitätssenat stimmte dem Antrag zu, allerdings mit der Auflage, dass sich Glocker zuvor von der „Weibspersohn zu Stuttgardt“ befreien sollte, die ihn wegen eines Eheversprechens anklagte. Offenbar wurde diese Angelegenheit rasch erledigt und am 13. September 1713 wurde Glocker in die Universitätsmatrikel eingetragen.
Zunächst gelang es ihm offenbar, Bekanntschaften zu knüpfen und ausreichend Aufträge zu bekommen. So beispielsweise ein Eintrag (vom 3. August 1716, unterschrieben „Johannes Glocker von Eßlingen Kunstmahler“) mit einer an griechische Mythologie anknüpfenden Gouache im Stammbuch Burkhard David Maucharts erhalten. Die Gouache stellt Pallas Athena dar, die in der rechten Hand den Lorbeerkranz hält. Gleichzeitig bringt Hermes dem Reisenden, der im Begriff ist, mit dem Hut Wasser zu schöpfen, die Amphore mit dem Göttertrank.
Die Verdienstmöglichkeiten in Tübingen erwiesen sich schon bald als recht eingeschränkt, weil es eine große Konkurrenz unter den Malern gab. Zu diesem Zeitpunkt gab es zwei weitere Universitätsmaler: Johann Emmanuel Schleich und Johann Gottfried Schreiber; einige Jahre später kam noch einer hinzu: Johann Christoph Kayßer. Nachdem Glocker in Tübingen eine Familie, wohl 1717, gegründet hatte – sein ältester Sohn Johann Friedrich wurde 1718 geboren –, hatte er Probleme, sie zu ernähren. Um 1717 malte er zwar für die Professorengalerie ein Bildnis von Gabriel Schweder, das ausgezeichnet plastisch und lebendig ist, doch danach kamen kaum weitere Aufträge. So bot er 1723 an, die Gemälde in der Senatsstube von Staub zu befreien, sie zu säubern und zu reparieren, und dies auch in Zukunft halbjährlich zu wiederholen. Außerdem bot er sich an, die noch fehlenden Professorenbildnisse für die Professorengalerie anzufertigen.
1726 bekam Glocker den Auftrag, dekorative Arbeiten im Schloss Hohentübingen durchzuführen. Damit war er mehrere Monate bis ins Jahr 1727 beschäftigt. Doch danach hatte er keine Aufträge und die prekäre Lage zwang ihn dazu, Tübingen immer wieder zeitweise zu verlassen und wegen eines besseren Verdienstes nach Waiblingen und Hall zu gehen, während seine Familie in Tübingen blieb. 1728 erhielt er den Auftrag, dem damals 13-jährigen Prinzen Carl Christian Erdmann von Württemberg-Oels, der am Collegium Illustre erzogen wurde, Zeichenunterricht zu geben. Da damals der Zeichenunterricht an den Ritterakademien als fast überflüssig galt und das geringste Ansehen genoss, ist der Auftrag auf eine persönliche Neigung des Prinzen zurückzuführen. Der Unterricht dauerte zur beidseitigen Zufriedenheit bis 1729 fort und wurde später von Glocker besonders hervorgehoben. Der Prinz blieb jedoch sein einziger Schüler. 1733 wirkte Glocker mit bei den Illuminationen anlässlich des Amtsantritts von Herzog Karl Alexander.

### Heidelberg

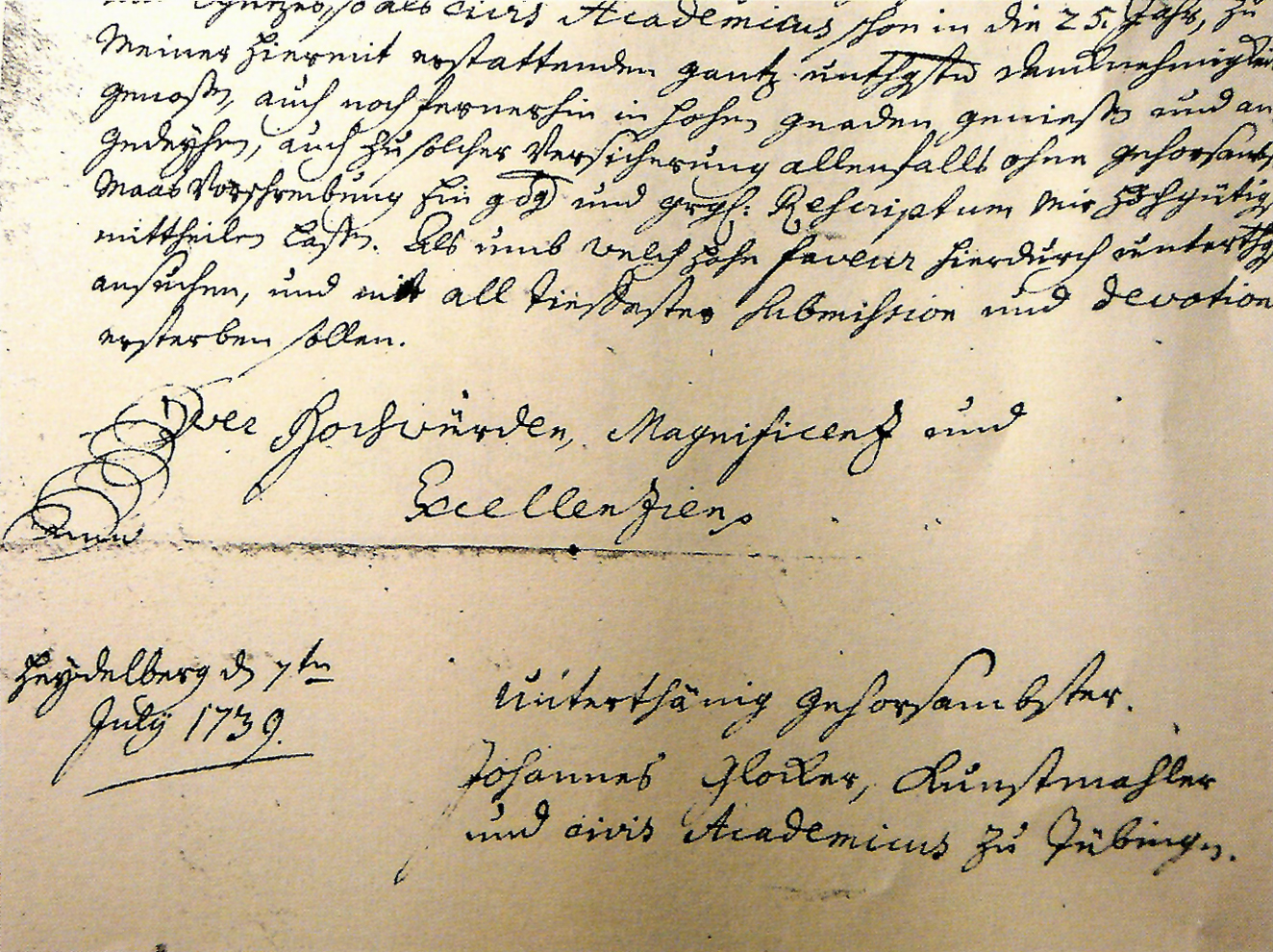
Schreiben Johann Glockers an Unisenat vom 7. Juli 1739, in dem er bittet, ihm sein „akademisches Bürgerrecht“ zu verlängern. (Ausschnitt)

Um 1735 zog Glocker mit seinem Sohn und Lehrling Johann Friedrich im Gefolge der Studenten Wilhelm Ludwig und Anton Wickenburg nach Heidelberg. Dort wurde er kurfürstlicher Administrationsmaler arbeitete außerdem für verschiedene adelige Familien. Da sie offenbar mit seinen Fähigkeiten zufrieden waren und ihn weiterempfahlen, bekam er immer mehr Aufträge. Deswegen kam 1739 der Rest seiner Familie nach Heidelberg, Glocker bat jedoch den Senat der Universität Tübingen, sein „akademisches Bürgerrecht“ zu verlängern, d. h. die Erlaubnis, an der Universität Tübingen tätig zu sein, aufrechtzuerhalten. Diese Bitte wurde ihm gewährt. Schon recht bald – wohl 1741 – erschöpften sich die Kontakte in Heidelberg, aber es gelang Glocker eine Anstellung beim Freiherr von Göler in Sulzfeld im Kraichgau zu bekommen. Anschließend (1741/42) arbeitete er für die Herren von Sternenfels möglicherweise im nahen Sternenfels, aber vor allem in Ochsenburg (Oberamt Brackenheim, heute Landkreis Heilbronn).
Ende 1742 war er gezwungen, nach einem neuen Lebensort zu suchen und bewarb sich als Maler am württembergischen Hof. Die Bewerbung wurde jedoch Anfang 1743 abgelehnt. Es wurde ihm sogar die Niederlassung in Stuttgart verweigert, da man „mit dergleichen Leuthen genugsam versehen“ sei. Es ist verwunderlich, was der Auslöser für so eine Behandlung seitens des Herzogs Carl Eugen war, zumal Glocker zu Zeiten Karl Alexanders gute Beziehungen zum Hof hatte.

### Erneut Tübingen
Was Glocker in den folgenden Jahren tat, ist nicht bekannt. Später – wohl Anfang der 1750er Jahre – kehrte er nach Tübingen zurück. Im April 1753 malte er im Auftrag der Universität ein lebensgroßes Bildnis des regierenden Herzogs Carl Eugen und bot sich erneut zum Malen von Professorenbildern an.
Johann Glocker hatte zwei Söhne, die Maler wurden, von denen der ältere erfolgreicher war.
- Johann Friedrich Glocker (* 1718 in Tübingen; † 1780 in Tübingen)
- Friedrich Glocker (* 1720 in Tübingen; † 1793 in Esslingen)

## Berühmtere Arbeiten
- um 1717 Prof. Gabriel Schweder (Öl auf Leinwand, Tübinger Professorengalerie)
- zw. 1733–1737 „Hochfürstlich Württembergischer Stammbaum“, angefertigt für den Herzog Karl Alexander
- 1741 Ludwig Reinhard von Sternenfels auf Ochsenburg (Öl auf Leinwand, Zähringer Museum, Baden-Baden)
- 1753 Herzog Carl Eugen